# Volker Assing
Volker Matthias Assing (* 24. November 1956 in Horsten (heute Bad Nenndorf); † 23. September 2022 in Hannover) war ein deutscher Entomologe.

## Leben
Assing war der Sohn von Focko und Sophie Assing, geborene Harmening. Von 1984 bis 1986 war er wissenschaftlicher Mitarbeiter an der Gottfried Wilhelm Leibniz Universität Hannover. Im Jahr 1986 wurde er Lehrer an der Käthe-Kollwitz-Schule in Hannover. Im Jahr 2002 wurde er mit der Dissertation Untersuchungen zur Taxonomie, Systematik, Phylogenie, Biogeographie und Ökologie der Othiini THOMSON (Insecta: Coleoptera, Staphylinidae, Staphylininae) an der Carl von Ossietzky Universität Oldenburg zum Doktor der Philosophie promoviert. 
Assing beschäftigte sich vornehmlich mit den Kurzflüglern (Staphylinidae), insbesondere mit den Aleocharinae der Paläarktis und westlichen Paläarktis, den Xantholininae der Paläarktis, den Habrocerinae, den Steninae der westlichen Paläarktis und den Staphylininae der Kanarischen Inseln, Madeiras und Mitteleuropas. Weitere Forschungsprojekte betrafen die Ökologie und Faunistik der Ameisen Europas sowie die Ökologie und die Bionomie der im Boden lebenden Staphylinidae mit einem besonderen Schwerpunkt auf deren Lebensweisen, deren Flügelentwicklung und auf deren Verbreitung.
Er war als Autor oder Co-Autor an über 800 Erstbeschreibungen beteiligt. Seine Artikel erschienen unter anderen in den Journalen Linzer biologische Beiträge, Beiträge zur Entomologie, Entomological Problems und Zootaxa.
Assing war Co-Autor der Werke Die Käfer Mitteleuropas: Staphylinidae Exklusive Aleocharinae Und Pselaphinae: Vol 4 (2012, mit Michael Schülke) und Synopsis of adventive species of Coleoptera (Insecta) recorded from Canada. Part 2: Staphylinidae (2013, mit Jan Klimaszewski, Adam Brunke, David W. Langor, Alfred Francis Newton, Caroline Bourdon, Georges Pelletier, Reginald Webster, Lee H. Herman, Lucile Perdereau, Anthony Davies, Aleš Smetana, Donald S. Chandler, Christopher G. Majka und Geoffrey George Edgar Scudder).
Volker Assing starb am 23. September 2022 nach kurzer schwerer Krankheit in einem Krankenhaus in Hannover.

## Dedikationsnamen
Nach Volker Assing sind unter anderen die Käferarten Ampedus assingi, Pseudotachinus assingi, Cyrtoplastus assingi, Agathidium assingi, Lathrobium assingi, Leptusa assingi, Tachyporus assingi, Metopsia assingi, Trechus assingi, Trichobyrrhulus assingi, Turcizyras assingi, Bradycellus assingi und Curimopsis assingi benannt.

## Schriften (Auswahl)
- Volker Assing: New species and records of Staphylinidae from Turkey III (Insecta: Coleoptera). In: Linzer biologische Beiträge. 36. Jahrgang, Heft 2, Linz 2004, S. 669–733 (Omalium assingi ZANETTI auf S. 677–678; zobodat.at [PDF]).
- Volker Assing: On the Staphylinidae of the Greek island Lesbos II, with supplementary notes on the fauna of Samos and Chios. In: Koleopterologische Rundschau.  86, 2016, S. 103–138 (Protamaurops assingi BRACHAT sp.n auf S. 128–129; zobodat.at [PDF]).
- Volker Assing, Michael Schülke, Volker Brachat, Heinrich Meybohm: On the Staphylinidae of the Greek island Corfu (Insecta: Coleoptera) In: Beiträge zur Entomologie = Contributions to Entomology. 68, 2018, S. 31–67 (Tachyporus assingi Schülke, 1997 auf S. 51; zobodat.at [PDF]).